# 앤 질리언

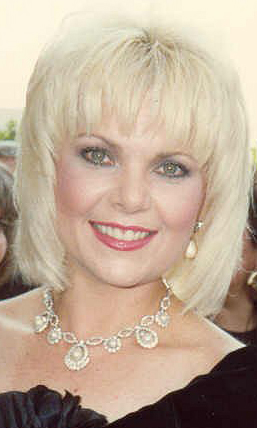

앤 질리언(Ann Jura Nauseda, 1950년 1월 29일 ~ )는 미국의 배우, 성우이다.
케임브리지에서 태어났다.

## 출연 작품
- Our Son, the Matchmaker (1996)
- 하트 오브 어 차일드 (1994년)
- 맥쉐인의 승리자 (1994, MacShayne: Winner Takes All)
- 애모 (1993년)
- 원죄 (1989년)
- 사랑의 현장 (1989년)
- 이상한 나라의 앨리스 (1985년)
- 오사카 블루스 (1983년)
- 미스터 마마 (1983년)
- 메이 웨스트 (1982)
- 집시 (1962년)
- 장난감 나라 (1961년)

### 텔레비전
- Walt Disney's Wonderful World of Color (1962)
- 사랑의 유람선 (1980)